# Sümeg
 Sümeg  est une ville touristique de Hongrie située dans le comitat de Veszprém. Elle est le chef-lieu du district de Sümeg.

## Géographie
Sümeg se trouve au Sud-Ouest du massif de Bakony.
Son centre-ville se trouve à environ 23 km au Nord-Ouest du lac Balaton ; à 18 km au Sud-Ouest de celui de Devecser ; à 24 km au Nord de celui de Keszthely ; à 49 km à l'Ouest de celui de  Veszprém ; à 146 km à l'Ouest-Sud-Ouest de celui de  Budapest.

## Histoire
Les abords de Sümeg, et peut-être le site même, sont   habités depuis la préhistoire, puis colonisés par les Romains. On  découvrit en 1877, à l'Ouest de la ville actuelle, les vestiges d'une basilique paléochrétienne.
À la suite des invasions barbares, il semble que le site fut abandonné par la population, et tomba en ruine.
Vers 1265, le roi Béla IV fit ériger  une tour défensive sur la colline surplombant la ville actuelle, puis pendant un siècle fut bâtie autour de celle-ci un fort en pierre, le Sümegi vár (hu), autour duquel, en bas de la colline, apparut un village, qui s'étendit dans le temps, et dont le plus ancien document connu le mentionnant est une charte datant de 1292.
En 1532, l'évêque Szalaházi Tamás (hu) rapporte que deux raids de cavaliers musulmans furent battus autour de Sümeg et Devecser.
En 1552, l'évêque de Veszprém établit dans le château le siège de l'évêché, après la Bataille de Mohács, la conquête des villes de Székesfehérvár et Veszprém par les  Turcs. Ces derniers détruisirent partiellement Sümeg quelques années plus tard, lors de la "Longue Guerre", mais ne purent prendre la forteresse.  
De 1656 à 1658 est érigée une enceinte autour de la ville, mais en 1664 les Turcs l'envahissent de nouveau, l'incendie, mais ne peuvent encore prendre la forteresse, qui souffre cependant des flammes.
En 1701, un incendie détruit de nouveau la cité. L'évêque de l'époque ordonna alors qu'elle soit reconstruite en pierres. Toujours au XVIIIe siècle, l'évêque Padányi Bíró Márton (hu) fit construire deux importants monuments : le palais épiscopal et l'église paroissiale.
Au XIXe siècle, l'écrivain Sándor Kisfaludy (1772-1844) éleva la ville au rang de principal centre culturel de Transdanubie.
En janvier 1889, Sümeg est relié par voie de chemin de fer à Ukk, et en mai  1891 en 1891.
En 1907, la ville perdit son statut de municipalité. Elle le retrouva en 1984.

## Sites et monuments

### Le château de Sümeg

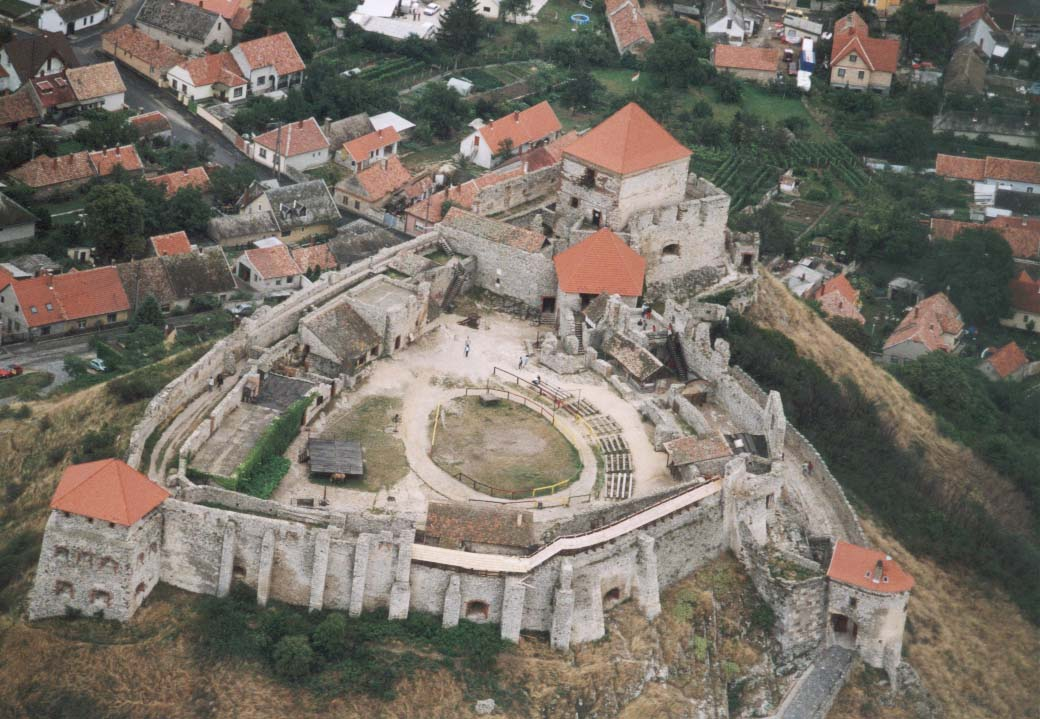

Le château apparaît comme une couronne posée sur le sommet d’un cône montagneux. En 1292, la petite forteresse déjà installée en haut de cette montagne devint la possession de l'évêque de Veszprém. En 1342, le château de Talika fut pris à l'évêque par le roi. Le château de Sümeg devint alors le seul point de défense stable de la région. La tour la plus ancienne du château fut reconstruite et l'on édifia une puissante enceinte crénelée.
Le bâtiment principal est de style italien, il date de 1553 et a une forme polygonale.
Sous l'occupation turque, la citadelle était placée en zone frontière et avait donc un rôle de première importance. Au XVIIe siècle, le château devint résidence épiscopale. Les Autrichiens tentèrent de l'incendier durant la guerre d’indépendance menée par François II Rákóczi.
La citadelle a été restaurée par les monuments historiques hongrois puis a été privatisée en 1989.
On y organise maintenant des spectacles touristiques.

### L'église et le monastère franciscain
De style baroque ils ont été construits en 1652.

### Le palais épiscopal
L'évêque Márton Bíró Padányi le fit construire en 1745.

### L'église paroissiale Sainte Christine
L'évêque Márton Bíró Padányi la construisit à la place d’une église déjà existante en 1756. De style baroque, sa décoration intérieure a été réalisée par Franz Anton Maulbertsch en 1758. Les fresques recouvrent l'ensemble des murs intérieurs et traitent de sujets choisis personnellement par l'évêque. Les décorations intérieures de style rococo et la beauté des œuvres picturales ont donné au monument une renommée internationale.

## Personnalités
- Endre Tót (1937-), artiste visuel, est né à Sümeg.